# Rajczo Wasilew
Rajczo Wasilew, bułg. Райчо Василев (ur. 17 września 1975 w Smolanie) – bułgarski aktor filmowy i kaskader.
Swoją karierę jako kaskader rozpoczął w wieku 24 lat od występu w filmie akcji Operacja Delta Force 4 (Operation Delta Force 4: Deep Fault, 1999) z udziałem Grega Collinsa i Joego Lary. Potem także grał strażników, żołnierzy i draniów oraz pełnił funkcję kaskadera, m.in. w filmach: Champion 2 (2006), Opowieści z Narnii: Książę Kaspian (2008), Ninja (2009) i Niezniszczalni 2 (2012).

## Filmografia
- 2000: Miasto strachu (City of Fear) jako Rosyjski Twardziel #1
- 2001: Ogledałoto na djawoła jako ochroniarz
- 2002: Pyton 2 (Python 2) jako Dirc
- 2003: Czas zemsty (Out for a Kill) jako bułgarski zbir
- 2003: Skazany na piekło (In Hell) jako Andrei
- 2004: Potwór (Alien Lockdown, TV) jako Monie
- 2004: Spartakus (Spartacus) jako Gladiator
- 2004: Antidotum (Unstoppable) jako strażnik St Nevis
- 2004: Control jako Vlas
- 2005: Gambit turecki (Turieckij gambit) jako ochroniarz
- 2005: Człowiek-rekin (Hammerhead: Shark Frenzy, TV) jako strażnik
- 2005: Głos w mózgu (Man with the Screaming Brain) jako Radomir
- 2005: Mechanik: Czas zemsty (The Mechanik) jako Achmed
- 2005: Zatopieni (Submerged) jako Ender
- 2006: Tajna broń SS (S.S. Doomtrooper, TV) jako kapral Porter
- 2006: Champion 2 (Undisputed II: Last Man Standing) jako strażnik
- 2007: Children of Wax jako Skinhead
- 2007: Grendel (TV) jako Sigmund
- 2007: Diamentowe psy (Diamond Dogs) jako Zhukov
- 2007: Aż do śmierci (Until Death) jako członek załogi Callaghana
- 2008: Cyklop (Cyklops, TV) jako Tarquin
- 2009: Kontakt bezpośredni (Direct Contact) jako Boris
- 2009: Kapitana Drake’a wyprawa po nieśmiertelność (The Immortal Voyage of Captain Drake, TV) jako Moony
- 2009: Morderczy występ (Command Performance) jako Anton
- 2009: Thor: Młot bogów (Hammer of the Gods, TV) jako Heimdall
- 2009: Ninja jako Uzbrojony bandyta
- 2009: Fałszywa tożsamość (Double Identity) jako Walther
- 2010: Krwawe wzgórza (The Hills Run Red) jako aktor grający Babyface'a
- 2010: Spartakus: Krew i piach (Spartacus: Blood and Sand, TV) jako Gnaeus
- 2011: Zimna fuzja (Cold Fusion) jako Rosyjski żołnierz
- 2011: Spartakus: Bogowie areny (Spartacus: Gods of the Arena) jako Gnaeus
- 2011: Conan Barbarzyńca 3D (Conan the Barbarian 3D) jako strażnik miejski
- 2012: Re-Kill jako Elvis
- 2013: Taken: The Search for Sophie Parker (TV) jako ochroniarz
- 2014: Snajper: Dziedzictwo (Sniper: Legacy) jako Afgański lider
- 2014: Il ragazzo invisibile jako Rosyjski gangster
- 2014: Legenda Herkulesa (The Legend of Hercules) jako Mistrz
- 2015: The Dovekeepers jako przyjaciel Bena